# إيفان ألميدا دياز
إيفان ألميدا دياز هو لاعب كرة قدم برازيلي، ولد في 28 أغسطس 1972 في نيتيروي في البرازيل.